# クリス (カクテル)
クリス(Kriss)は、ブランデーをベースとするカクテルであり、冷たいタイプのロングドリンク（ロングカクテル）である。カクテル名のクリスとは、サンタ・クロースのことであり、刀剣（クリス, kris）などのことではない。

## レシピ
- ブランデー ＝ 45ml
- ドライ・ベルモット ＝ 10ml
- アマレット ＝ 10ml
- レモン・ジュース ＝ 5ml[2][1]
- シュガー・シロップ ＝ 1tsp
- トニック・ウォーター ＝ 適量

## 作り方
氷を入れたゾンビ・グラス（コリンズ・グラス）（容量360〜480ml程度）に、ブランデー、ドライベルモット、アマレット、レモンジュース、シュガーシロップを注ぎステアする。あとは、よく冷やしたトニックウォーターでグラスを満たす。最後に、スライスしたレモンとマラスキーノ・チェリーを飾る場合もある。なお、レモンジュースは、その場でレモンを絞ったものを使用するのがベストであるが、市販のジュースを用いても良い。